# Louise van Baden (1779-1826)
Louise Maria Augusta van Baden (Karlsruhe, 24 januari 1779 — Bielev, 16 mei 1826) was prinses van Baden en als Elisabeth Alexejevna (Russisch: Елизавета Алексеевна) tsarina van Rusland. Ze was de derde dochter van erfprins Karel Lodewijk en Amalia van Hessen-Darmstadt.

## Jeugd in Baden
Louise werd geboren in Karlsruhe op 24 januari 1779 als prinses Van Baden, uit het Huis Zähringen. Ze was het derde kind uit een gezin van zeven van Karel Lodewijk van Baden en diens vrouw Amalia van Hessen-Darmstadt. Haar grootouders aan vaderskant waren markgraaf (later keurvorst, en daarna nog groothertog) Karel Frederik van Baden en diens vrouw Karoline Luise von Baden. Haar grootouders aan moederskant waren landgraaf Lodewijk IX van Hessen-Darmstadt en Henriëtte Caroline van Palts-Zweibrücken. Ze was een nichtje van groothertog Lodewijk I van Baden, een stiefnichtje van Leopold van Baden en een oudere zuster van groothertog Karel van Baden.
Prinses Louise groeide op in een hechte en warme familieomgeving. Ze was vooral gehecht aan haar moeder, met wie ze een voortdurende correspondentie bleef houden tot aan haar dood, de markgravin van Baden overleefde namelijk haar dochter. Prinses Louise was enkel twaalf jaren oud toen haar lot vastgesteld werd. Tsarina Catharina II de Grote van Rusland was op zoek naar een geschikte vrouw voor haar oudste kleinzoon, de toekomstige Alexander I, en ze liet haar ogen vallen op de prinsessen van Baden. Na het ontvangen van gunstige indrukken, nodigde Catharina de twee oudste ongehuwde prinsessen, Louise en haar jongere zuster Frederika Dorothea, uit om naar Rusland te komen. In de herfst van 1792 kwamen de twee zusters in Sint-Petersburg aan.
Catharina II liet haar oog vallen op de oudere van twee zussen, Louise, ze vond haar een model van schoonheid, charme en eerlijkheid. Louise zelf werd naar Alexander aangetrokken; hij was groot en knap. Op het begin was Alexander erg verlegen in het bijzijn van zijn toekomstige vrouw, erg jong en onervaren, wist hij niet hoe hij haar moest behandelen, Louise begreep dit verkeerd en dacht dat Alexander haar niet mocht. Nochtans groeide het jonge paar spoedig dichter naar elkaar toe. “U vertelt mij dat ik het geluk van een zekere persoon in mijn handen vasthoud,” schreef ze aan Alexander. “Indien dat waar is, dan is zijn geluk voorgoed verzekerd… deze persoon houdt zielsveel van mij en ik hou ook erg veel van hem… U kan zeker zijn dat ik van u houd meer dan ik ooit kan doen,” schreef ze. Ze werden in mei 1793 verloofd. Prinses Frederika ging terug naar Baden en trouwde later met kroonprins Gustaaf Adolf van Zweden.

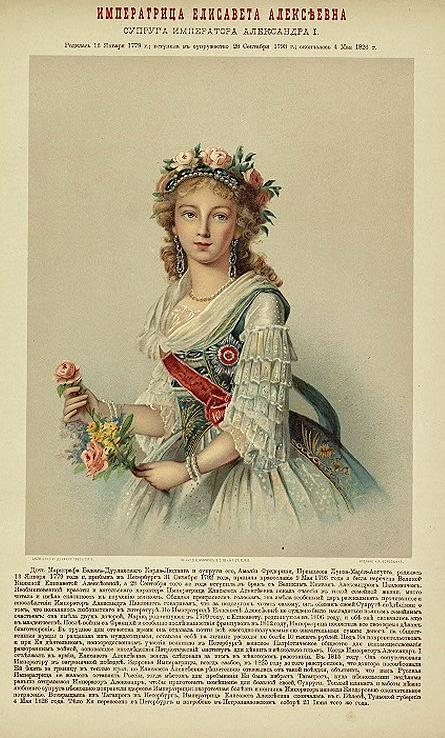
Grootvorstin Elisabeth

De prinses van Baden leerde Russisch, bekeerde zich tot de Russisch-Orthodoxe Kerk, kreeg de titel Grootvorstin van Rusland en veranderde haar naam van Louise Maria in Elisabeth Alexejevna. De bruiloft was op 28 september 1793. “Het was net het huwelijk tussen Psyche en Cupido”, schreef Catharina II aan de prins van Ligne. Elizabeth was nog maar veertien jaar en haar man was een jaar ouder.

## Grootvorstin van Rusland
Ze was heel jong toen zij getrouwd werd, verlegen en naïef, en nog niet klaar voor haar nieuwe positie. Elisabeth Alexejevna werd door de pracht van het Russische hof overweldigd en vaak bang door de gemene intriges die daar met koude berekening gevoerd werden. Zij was geschokt door de intense seksuele intriges die rond haar aan het hof floreerden en overspel was daar een erkend gebruik van vermaak. De tsarina zelf, Catharina II, zette het voorbeeld voor de wellustige wegen van het hof. Catharina’s veel jongere minnaar, Platon Zubov, probeerde zelf Elisabeth Alexejevna te verleiden.
De grootvorstin voelde zich eenzaam en nostalgisch, vooral toen haar zus, Frederika, terugkeerde naar Baden.
Het huwelijk bracht twee kinderen voort:
- Maria Aleksandrovna (Sint-Petersburg 29 mei 1799 – aldaar 8 juli 1800)
- Elisabeth Aleksandrovna (Sint-Petersburg 15 november 1806 – aldaar 12 mei 1808)

Na de dood van hun tweede dochter verklaarde Alexander dat hij en Elisabeth geen kinderen meer zouden krijgen met de verklaring dat dit Gods wil was. Door de dood van de beide dochters werd Alexanders jongere broertje grootvorst Constantijn Pavlovitsj van Rusland de nieuwe troonopvolger.

## Tsarina van Rusland
De excentriciteiten van tsaar Paul I leidden tot een plot om hem van de troon te stoten, en hem te vervangen door zijn zoon Alexander I. Elisabeth was zeer bekend met dit plan, en op de avond van Pauls moord, was zij bij haar man om hem te steunen.

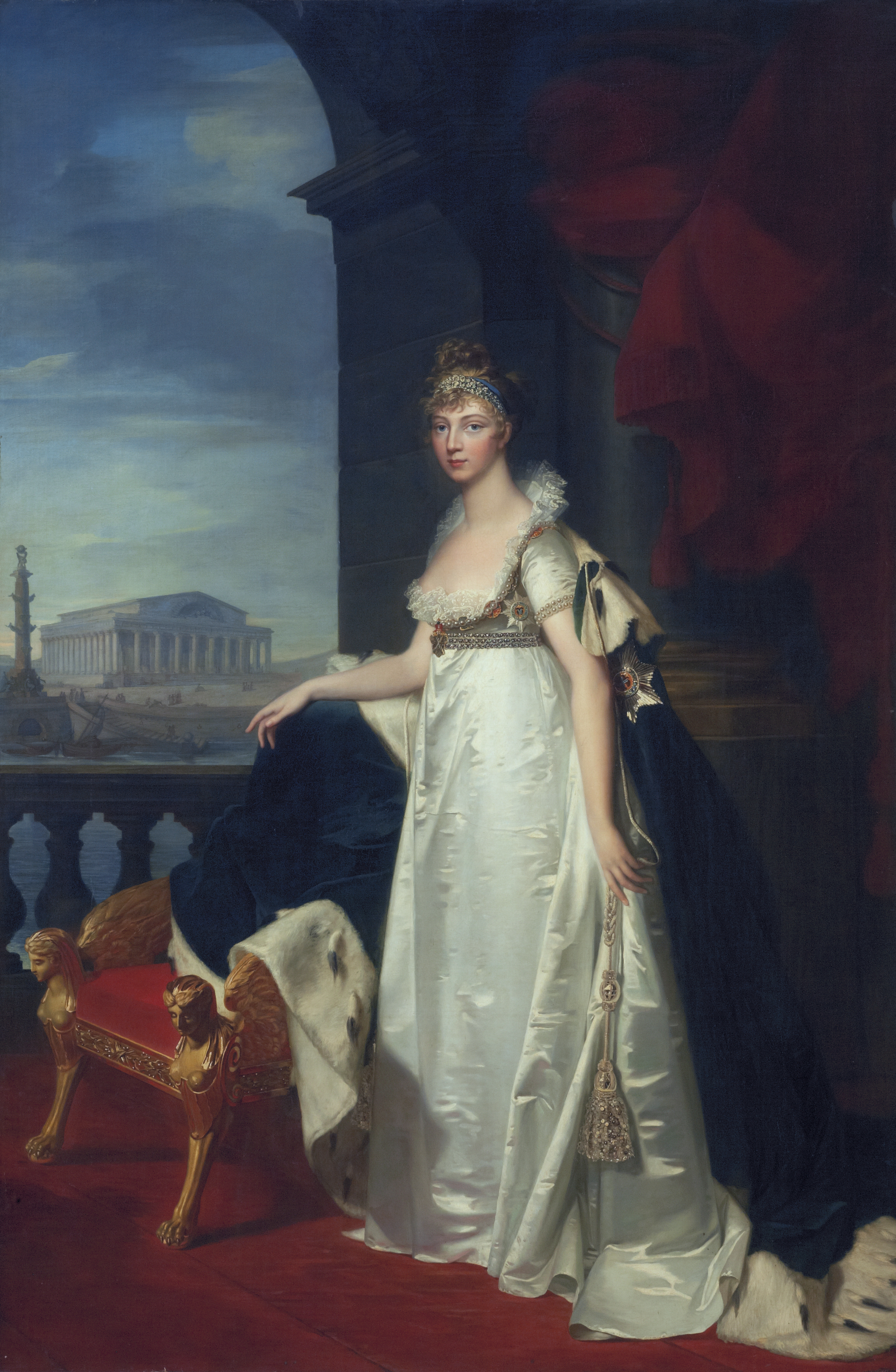
Tsarina Elisabeth Alexejevna

Toen Alexander I tsaar werd, adviseerde Elisabeth Alexejevna hem om het trauma dat hij van Pauls moord had overgehouden te vergeten, en dat hij Rusland moest gaan dienen. Als keizerin-gemalin bekleedde ze een belangrijke plaats aan het Hof, en had ze allerlei verplichtingen. De eerste vrouwelijke positie aan het hof was gereserveerd voor de Keizerin Weduwe, haar schoonmoeder, Maria Fjodorovna.
Alexander I behandelde zijn vrouw onverschillig, hij was beleefd naar haar in openbare ceremonies en deed moeite om samen met Elizabeth te dineren. Elizabeth was te zacht en kalm om invloed te hebben op haar man. In 1803 begon Alexander een liefdesaffaire die meer dan vijftien jaar duurde met de Poolse prinses Maria Czetwertynska, vrouw van prins Dimitri Naryshkin, die overigens zijn goedkeuring hiervoor gaf. Prinses Maria Narisjkina vertoonde zichzelf aan het hof in smaakloze en onbeschaamde mode. Ze had minstens vier onwettige kinderen van Alexander. Elisabeth Alexejevna vond haar troost in haar verhouding met Adam Jerzy Czartoryski, die terug was gekeerd naar Rusland na de bestijging van de troon door Alexander I. Deze verhouding stopte toen Elisabeth een andere (liefdes)affaire kreeg met knappe kapitein Aleksej Okhotnikov. Alle correspondentie tussen Elizabeth en Okhotnikov (in bijvoorbeeld; dagboeken, brieven etc.) werd later, na haar dood, door tsaar Nicolaas I vernietigd. De affaire met Okhotnikov had een verschrikkelijk einde. De kapitein stierf in 1807, na een moordaanslag op zijn leven. Later werd er gedacht dat of Alexander I of diens jongere broer Constantijn achter de aanslag zat.
Op 16 november 1806 beviel Elisabeth van een tweede dochter. Er werden geruchten verspreid dat de nieuw geboren dochter, niet het kind was van Alexander I maar van Okhotnikov.

## Keizerin Weduwe
Op 1 december 1825 stierf plotseling tsaar Alexander I. Alexander werd echter niet opgevolgd door diens jongere broer Constantijn, maar door zijn veel jongere broertje grootvorst Nicolaas Pavlovitsj, die als Nicolaas I tsaar werd. In de laatste jaren van haar leven was de gezondheid van Elisabeth erg slecht. Ze stierf uiteindelijk op 16 mei 1826, een jaar na de dood van haar man.

## Trivia
De stad Gəncə heette na de verovering van Rusland op Perzië ter harer ere Jelizavetpol. In 1918 werd de naam weer veranderd in Gəncə (Russisch: Гянджа, Gjandzja).